# Gallirallus dieffenbachii
Gallirallus dieffenbachii е изчезнал вид птица от семейство Rallidae.

## Разпространение
Видът е бил разпространен в Нова Зеландия.